# Carroll D. Wright
Carroll Davidson Wright, född 25 juli 1840 i Dunbarton, New Hampshire, död 20 februari 1909, var en amerikansk statistiker.
Wright deltog 1862-65 i amerikanska inbördeskriget och avancerade därunder till överste för ett regemente frivilliga, blev 1865 advokat i Boston och var 1872-73 ledamot av Massachusetts senat. Han var 1873-88 chef för Massachusetts arbetsstatistiska byrå och 1885-1902 som "commissioner of labor" chef för det nyupprättade U.S. Department of Labor, särskilt inriktat på arbetsstatistik. Dessutom ledde han folkräkningen i USA 1893-97. Sedan 1902 var han president (rektor) för Clark College i Worcester, Massachusetts, och 1897-1900 president i American Unitarian Association.
Bland Wrights skrifter märks The Factory System of the United States (1880), History of Wages and Prices in Massachusetts 1752-1883 (1885), Outline of Practical Sociology (1899) samt årsberättelser för Massachusetts arbetsstatistiska byrå och för U.S. Department of Labor under den långa tid han var dessa ämbetsverks chef.